# Epigelasma disjuncta
Epigelasma disjuncta là một loài bướm đêm trong họ Geometridae.